# Una mujer rubia

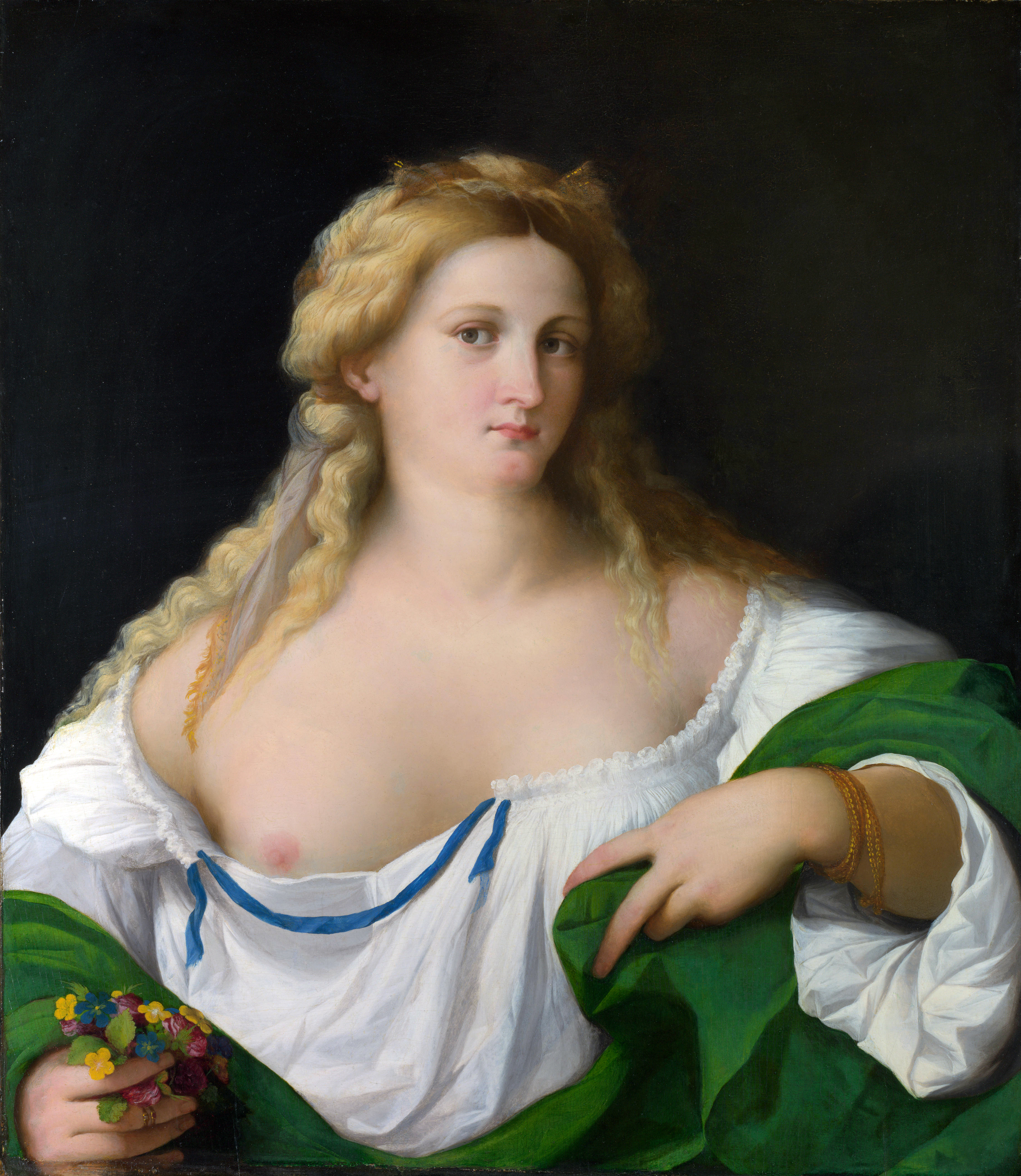
Una mujer rubia (Flora)

Una mujer rubia, también llamada Flora, es un óleo de Palma el Viejo, que data de alrededor de 1520, pero no fue documentado hasta 1870, en la colección de la National Gallery de Londres. Esta imagen de medio cuerpo de una mujer con una camisa blanca holgada con un manto verde oscuro, sosteniendo algunas flores, ha sido interpretada como una representación idealizada de la belleza femenina (a veces en relación con la diosa romana Flora), y como un retrato real de o bien una dama o una cortesana.

## Descripción
El cuadro fue pintado al óleo sobre una tabla de madera de 77,5 cm por 64,1 cm; se añadió posteriormente una tira de 2,54 cm de alto a lo largo de la parte superior del panel, alargándolo. Se encuentra en muy buenas condiciones, con la mayor parte del repintado concentrado en el lado de la cara y el cabello que queda en la sombra.
El tema es una mujer joven de piel clara y cabello rubio y sedoso que le cae cuidadosamente sobre los hombros, quien muestra un amplio escote; su camisola blanca o camicia está desabrochada y se desliza de su hombro, dejando al descubierto su seno y pezón derechos, y hay una pequeña y delgada cinta azul, diseñada para abrochar la camisola. En su mano derecha sostiene un pequeño ramo de flores primaverales coloridas.

## Fecha
El cuadro se ha fechado a alrededor de 1520 al compararse el tratamiento de Palma del peinado del sujeto con estilos similares en cuadros de artistas venecianos contemporáneos, como Lorenzo Lotto. Jean Paul Richter, escribiendo en 1910, pensó que el cuadro era representativo del trabajo de Palma durante la década anterior, de 1510 a 1520, y lo alió en composición con la "hermosa serie de retratos" que ahora se conserva en la Galería de Viena. La obra ha sido comparada con la Sibila de Palma, también fechada en la década de 1520. En Venus y Cupido en un paisaje, otra obra de Palma, fechada por el Museo Fitzwilliam, donde cuelga, hacia 1523 o 1524, Venus tiene el mismo mentón con hoyuelos y otros rasgos faciales, que el sujeto de esta pintura.

## Análisis
Palma el Viejo es conocido principalmente por escenas religiosas y retratos femeninos y, según Cecil Gould, este ejemplo de este último grupo es característico de su estilo. El tema es una mujer joven de ese "tipo voluptuoso opulento", en palabras de Richter, que fue muy admirada en Venecia a principios del siglo XVI, y fue representada en obras de Tiziano, Palma, Lorenzo Lotto, Bonifazio Veronese, Paris Bordone, y otros. Se discute el carácter de estas obras, en cuanto a si las mujeres representadas son simplemente ideales de belleza femenina creados por el artista, o retratos de bellezas realmente existentes y, si son retratos, de quiénes.

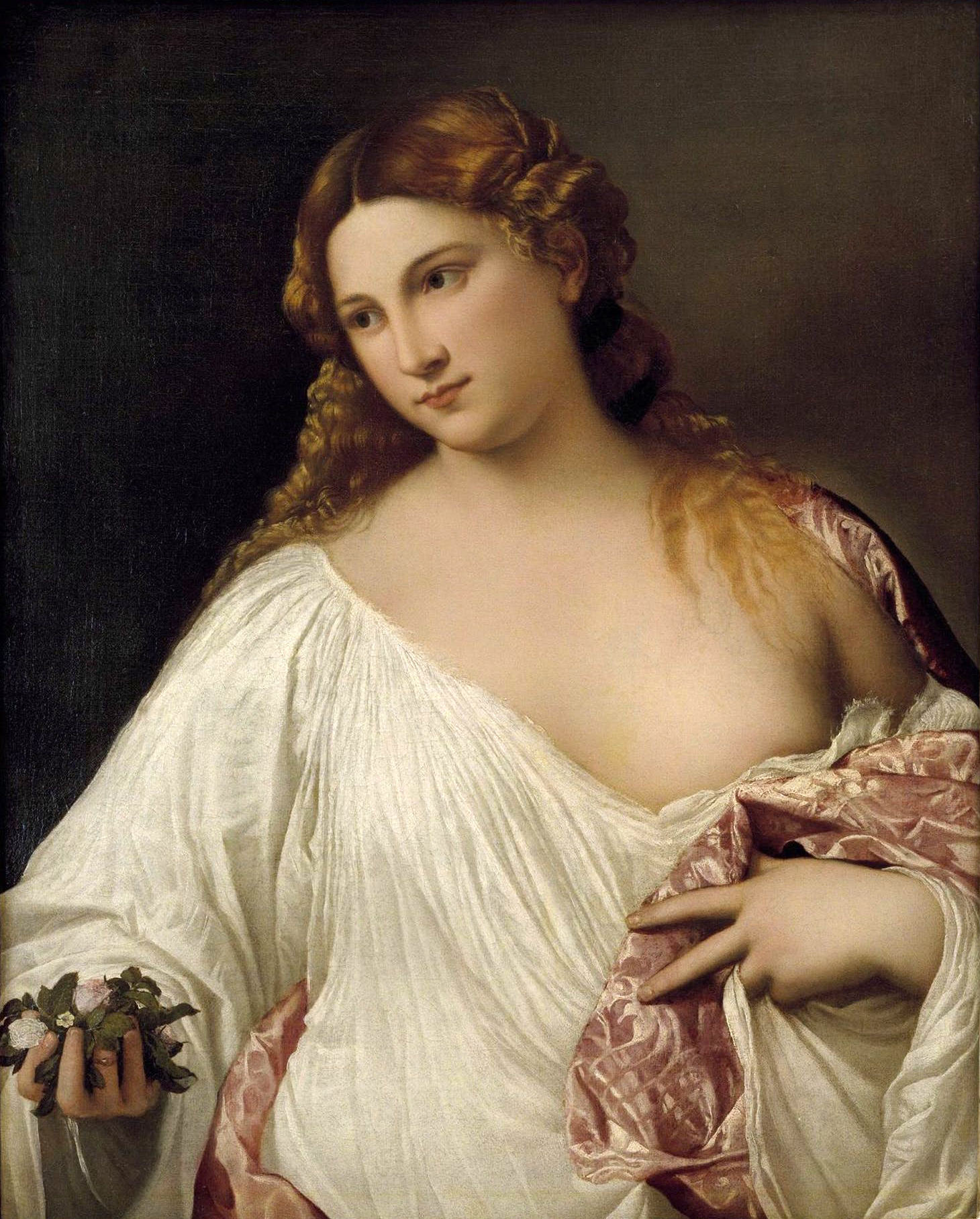
Flora de Tiziano, c. 1515.

En los catálogos de la Galería Nacional, esta imagen se tituló durante muchos años Flora en honor a la antigua diosa romana de la primavera y las flores. Ciertas particularidades de la composición, como el ramillete de nomeolvides, ranúnculos (o alhelíes) y prímulas sostenidos en la mano derecha del sujeto, y la sugerencia erótica de la camisa holgada, han hecho que se la compare con la pintura anterior de Tiziano del mismo nombre. Richter, que titula la obra Retrato de una dama, escribe sobre la "fría blancura" de la camisa que se ha caído de los hombros, "como la vaina desechada de una flor que se abre". Gould cree probable la influencia de Tiziano, aunque no demostrable dada la escasez de fuentes primarias para la obra.
Se desconoce la identidad de la modelo y, según Gould, es imposible determinarla dado el "tratamiento resumido de las facciones". Richter, por el contrario, describe las "cabezas cuidadosamente individualizadas" de mujeres de Palma como retratos. Palma pintó una serie de medios cuerpos similares de bellezas (reales o ideales), y esta categoría se convirtió en una de sus especialidades. Tales imágenes erotizadas no estaban destinadas a la exhibición pública, sino a ser colgadas en apartamentos privados, y fueron encargadas por una clientela de coleccionistas masculinos adinerados. También hay evidencia de que algunas cortesanas y amantes exitosas compraron y poseyeron seductores retratos de sí mismas para publicitar sus encantos. Los retratos de estas mujeres bien conocidas eran encargados por sus amantes y admiradores, quienes a veces incluso fueron retratados posando con esas piezas. [lower-alpha 1] Claude Phillips escribe sobre "las exquisitas cortesanas de cabello rubio dorado, o, si se prefiere, modelos, que aparecen y reaparecen constantemente en este período del arte veneciano". La conexión se extiende al nombre Flora, que era un alias común de las prostitutas en Italia desde la época romana. Por lo tanto, esta pintura se ha interpretado como "probablemente un retrato de una cortesana veneciana". Sin embargo, según Richter, aunque los cuadros de mujeres de Palma a veces pueden representar cortesanas, también pueden ser retratos de grandes damas, y novias, cuyos maridos simplemente estaban orgullosos de su belleza.

## Procedencia
Palma nunca firmó ni fechó ninguno de sus lienzos, y aunque hoy en día se le atribuye este por el estilo y manejo de la composición, falta totalmente la documentación de este cuadro antes de 1870. El 30 de abril de 1870 fue subastado por Christie's como lote 53 de la venta de William Delafield, con atribución a Paris Bordone. El cuadro fue comprado por un tal Dr. Becci en Florencia, quien lo había adquirido algún tiempo antes en Inglaterra, y estaba firmemente convencido de que era de Leonardo da Vinci. Anteriormente había pertenecido a un Sr. Delafield. Fue adquirido por Ludwig Mond en 1889, quien, justo antes de su muerte en 1909, lo legó, junto con la mayor parte de su colección de cuadros de Antiguos Maestros, a la National Gallery, a la espera de la muerte de su viuda, Frida Mond, quien vivió hasta 1923. En 1924, después de resolver una disputa legal con la familia, la Galería Nacional adquirió la pintura (número de acceso NG3939) a través del legado de Mond.
Tres copias o versiones de la composición han sido registradas:
1. Anteriormente en la colección del duque de Northumberland en Syon House, subastada por Sotheby's el 26 de marzo de 1952 como lote 109.[5][26]
2. Procedente de una venta anónima, subastada por Sotheby's el 12 de diciembre de 1954 como lote 62.[5]
3. Vendido en Colonia en 1904.[5] La modelo se describe usando perlas.[5][28]

## Alusiones
- En su novela de 1969 Ada o el ardor: una crónica familiar, Vladimir Nabokov se refiere a esta imagen ("una rubia veneciana") y al pintor ("un Palma el Viejo borracho").[29][30]

## Obras relacionadas

Tiziano: Mujer con espejo, c. 1515
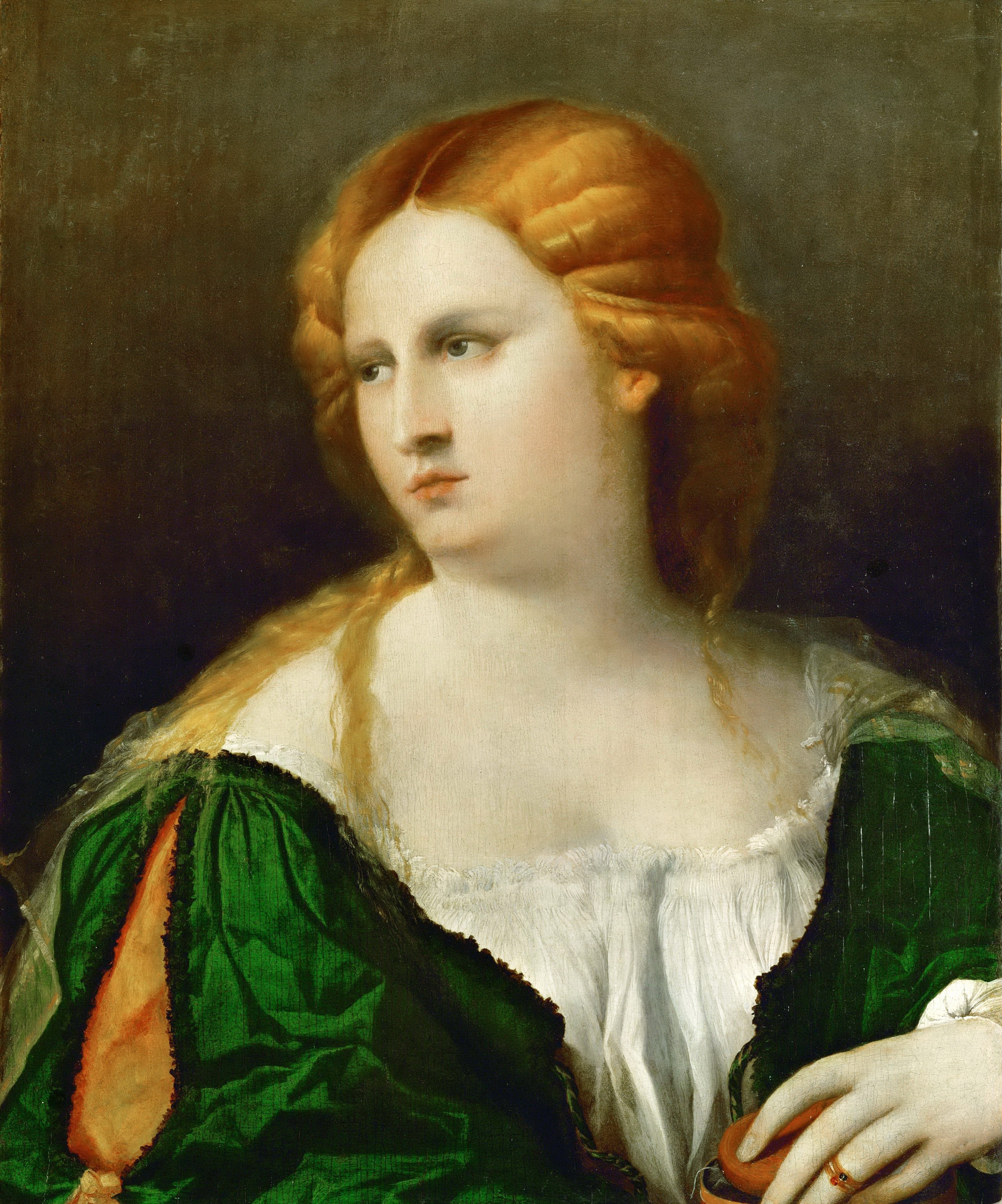
Palma: Mujer joven con vestido verde, c. 1512–1514
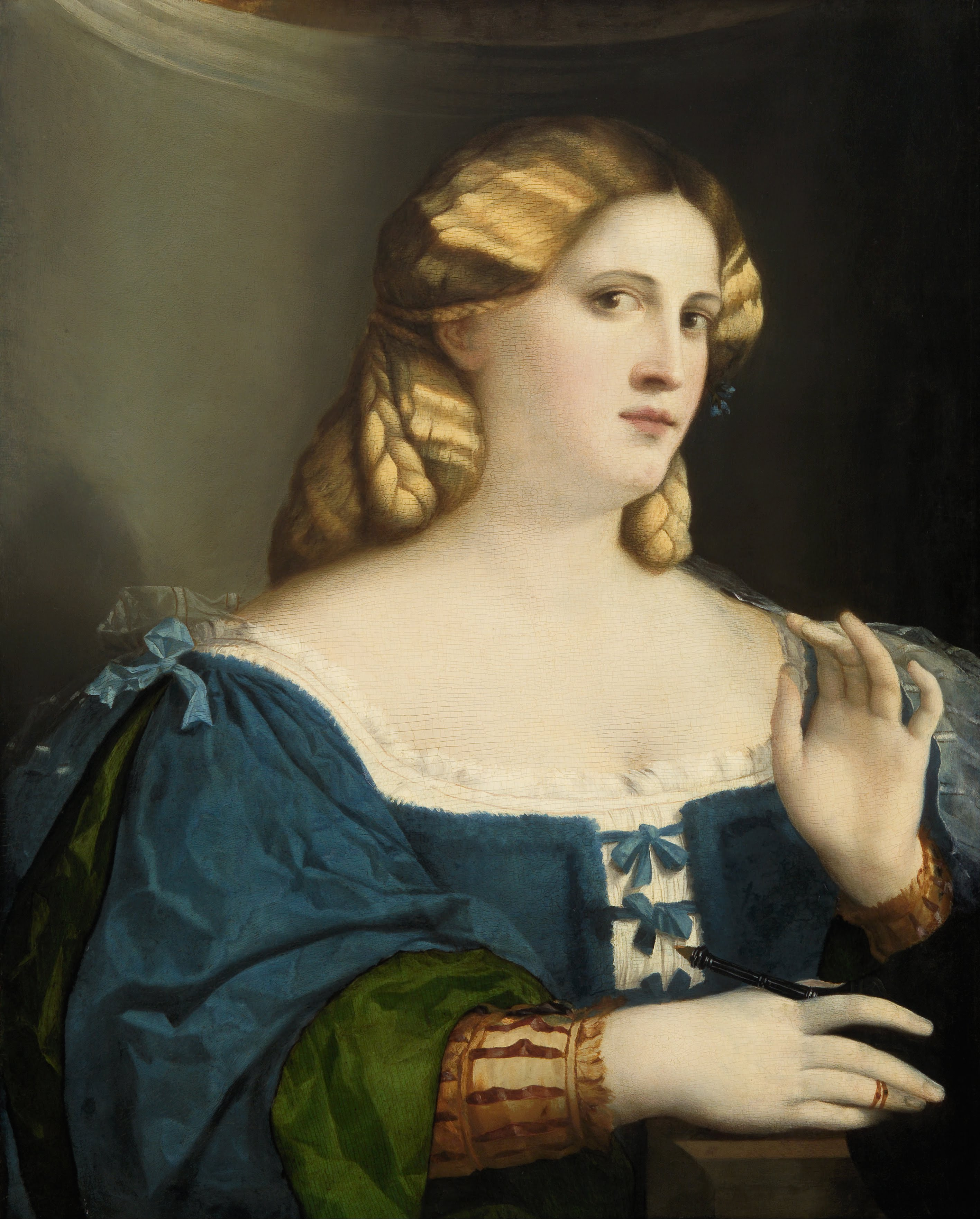
Palma: Mujer joven con vestido azul y abanico, c. 1512–1514
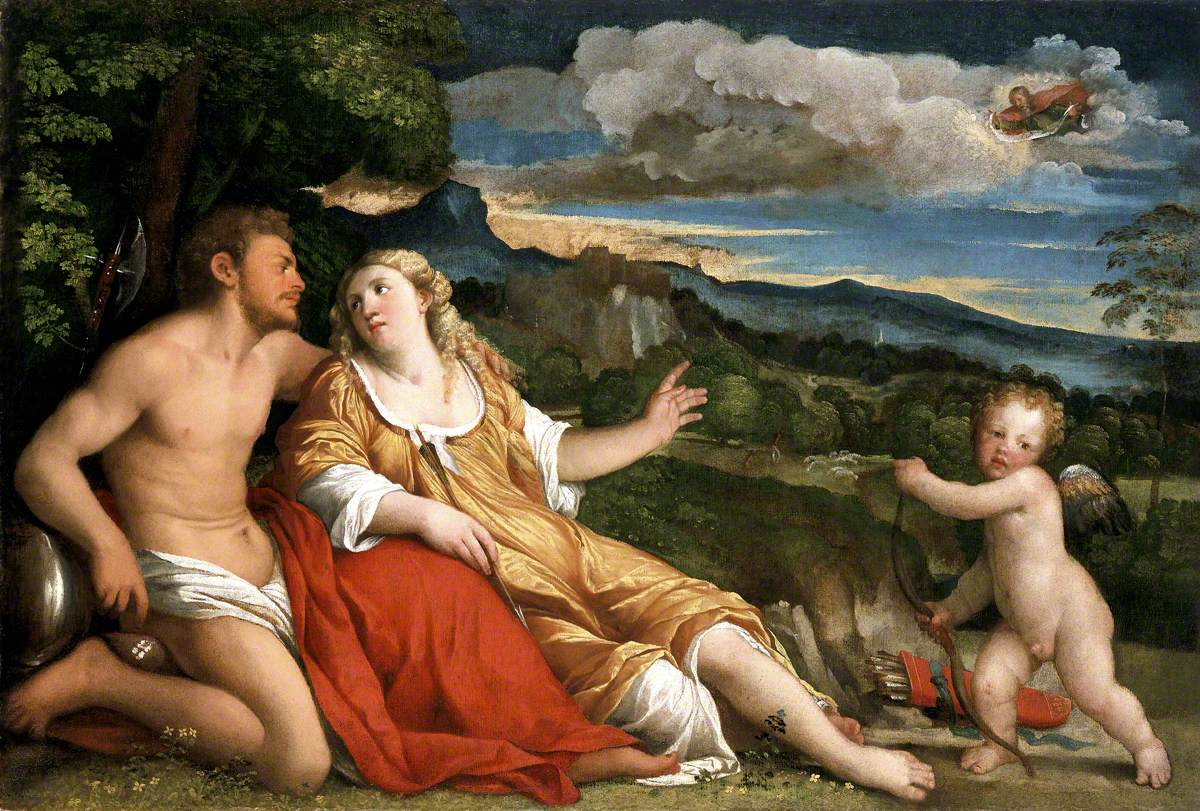
Palma: Marte, Venus y Cupido, c. 1520
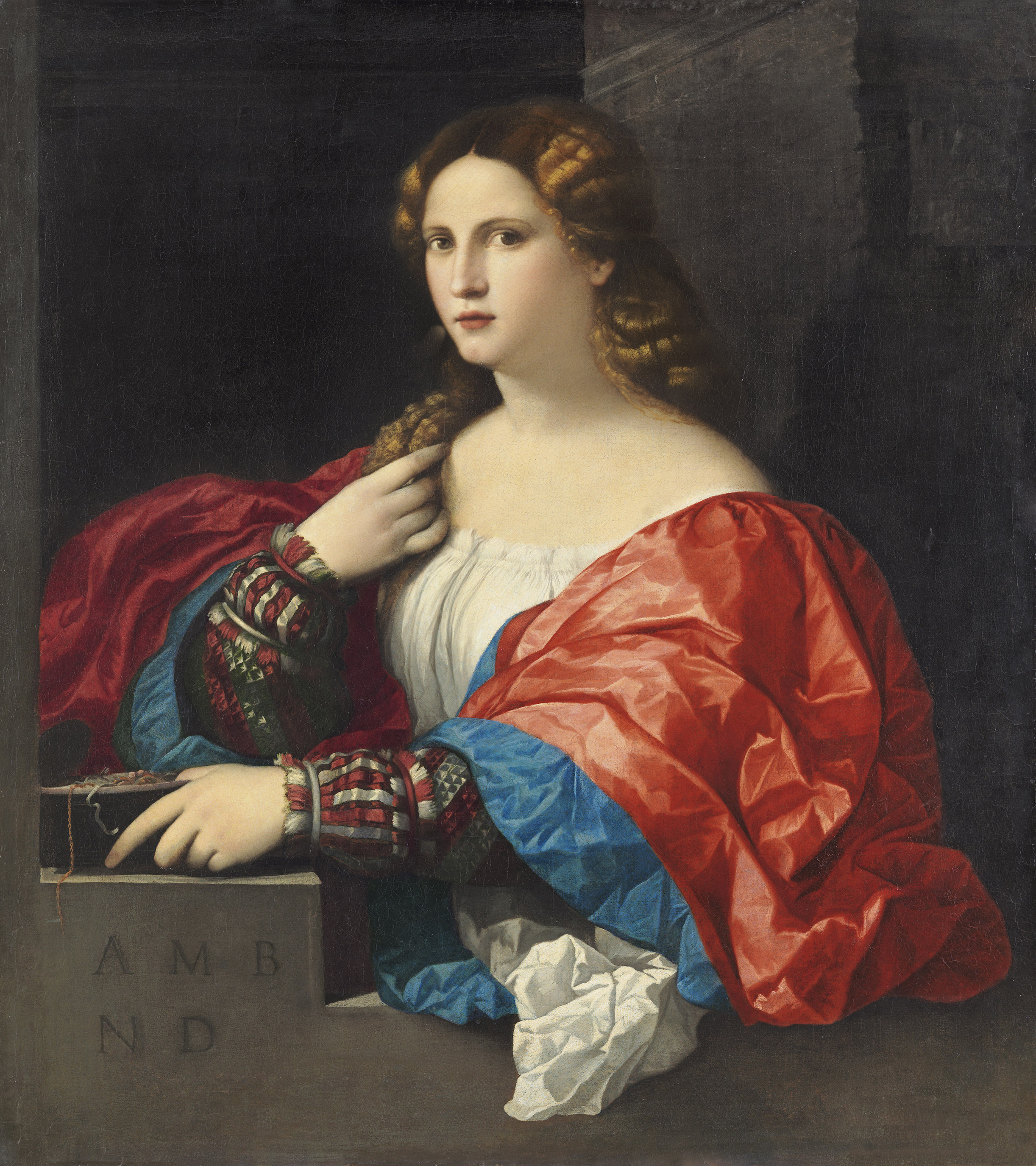
Palma: "La Bella", c. 1518–1520
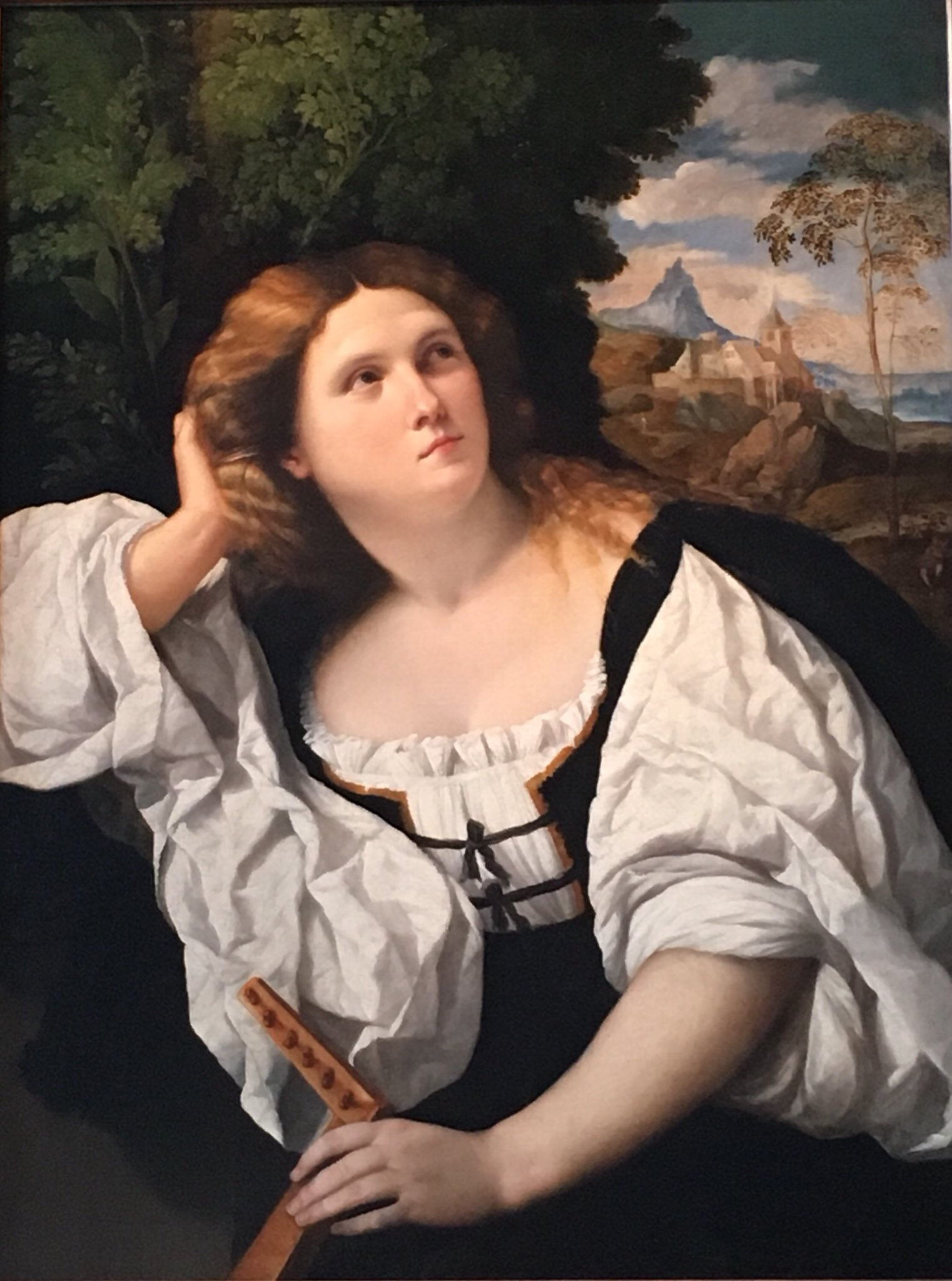
Palma: Dama con laúd, c. 1520
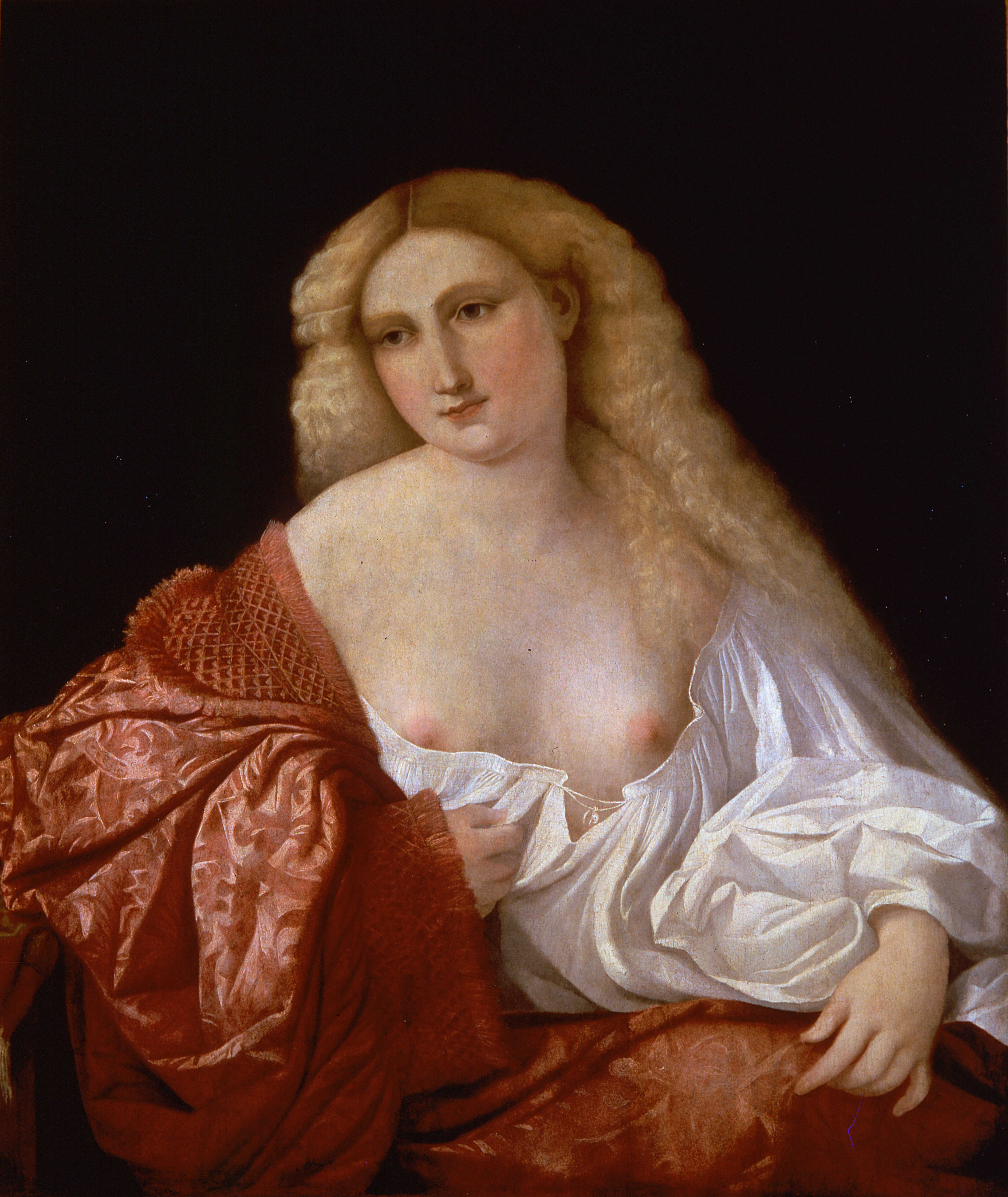
Palma: Una cortesana, c. 1520
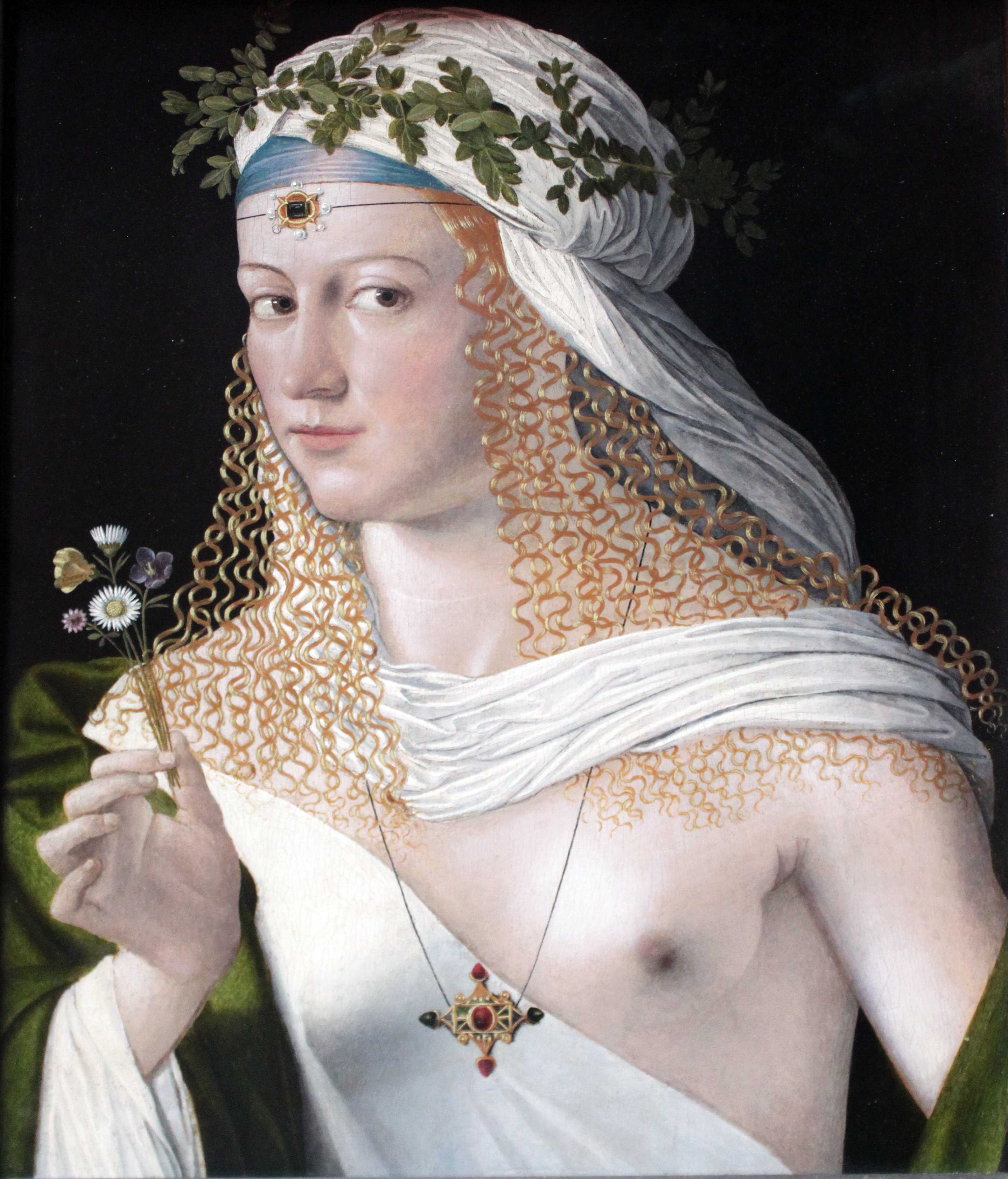
Bartolomeo Veneto : Joven dama como Flora, c. 1520
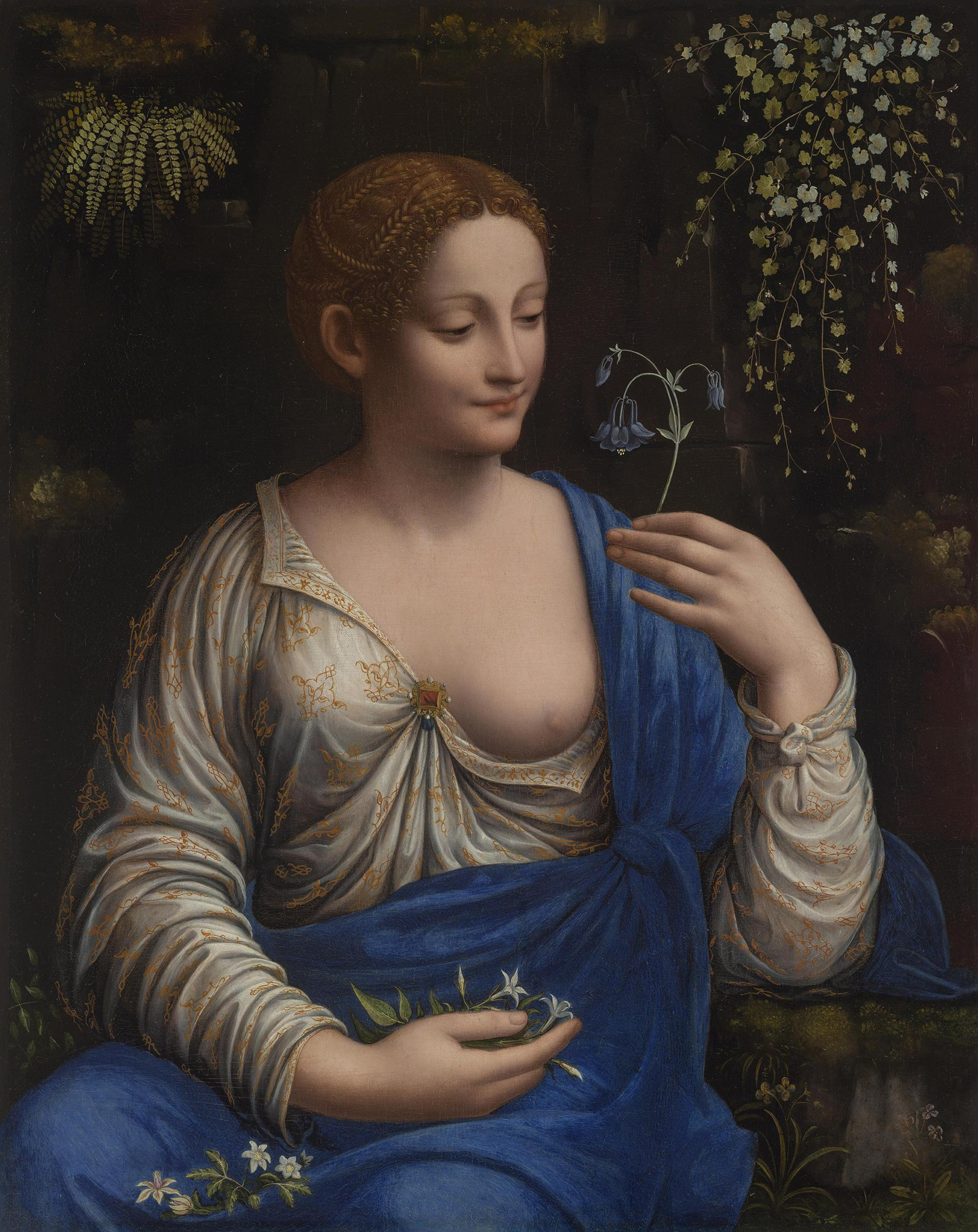
Melzi: Flora, c. 1520
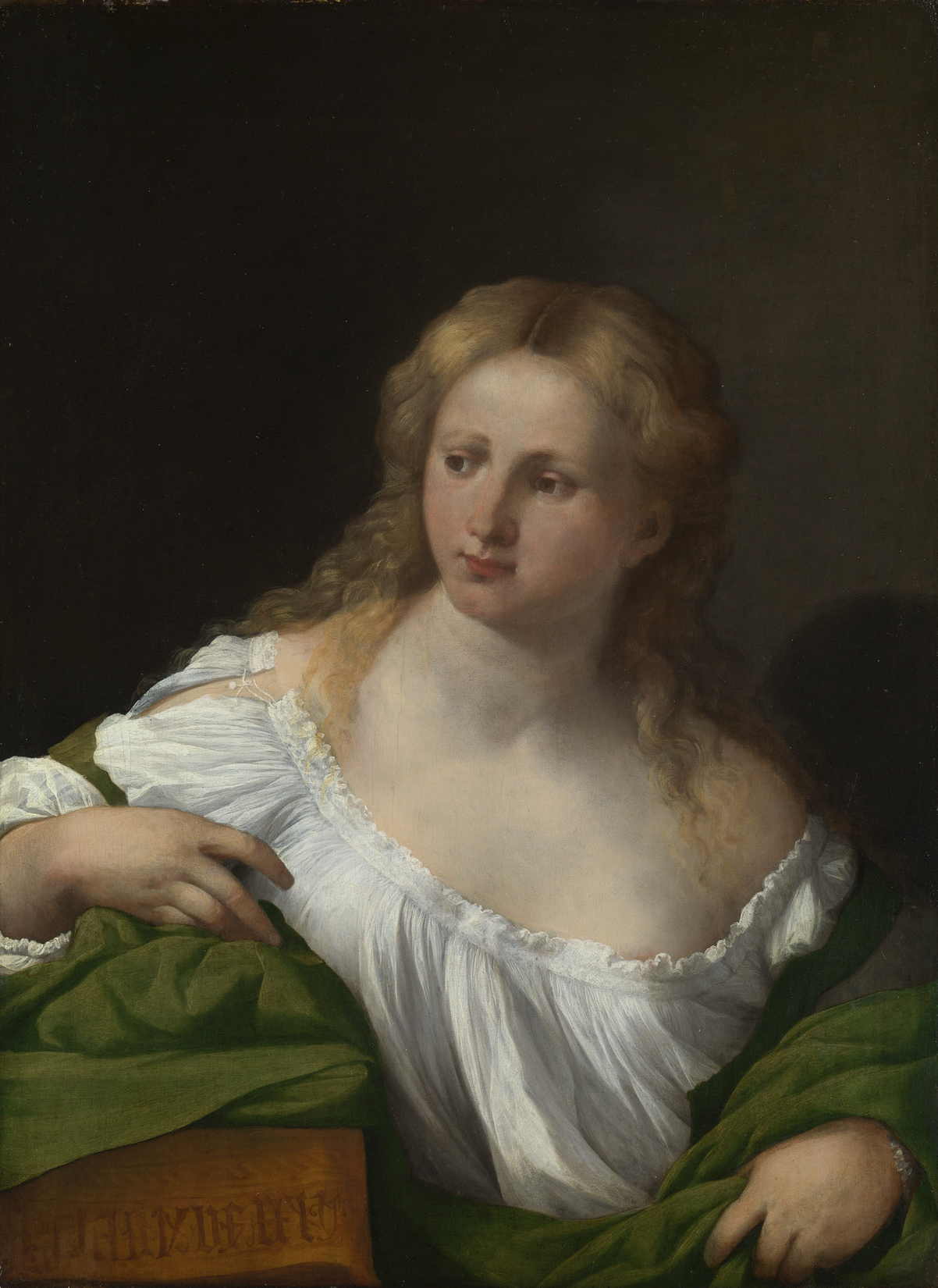
Palma: Una Sibila, c. 1522–1524
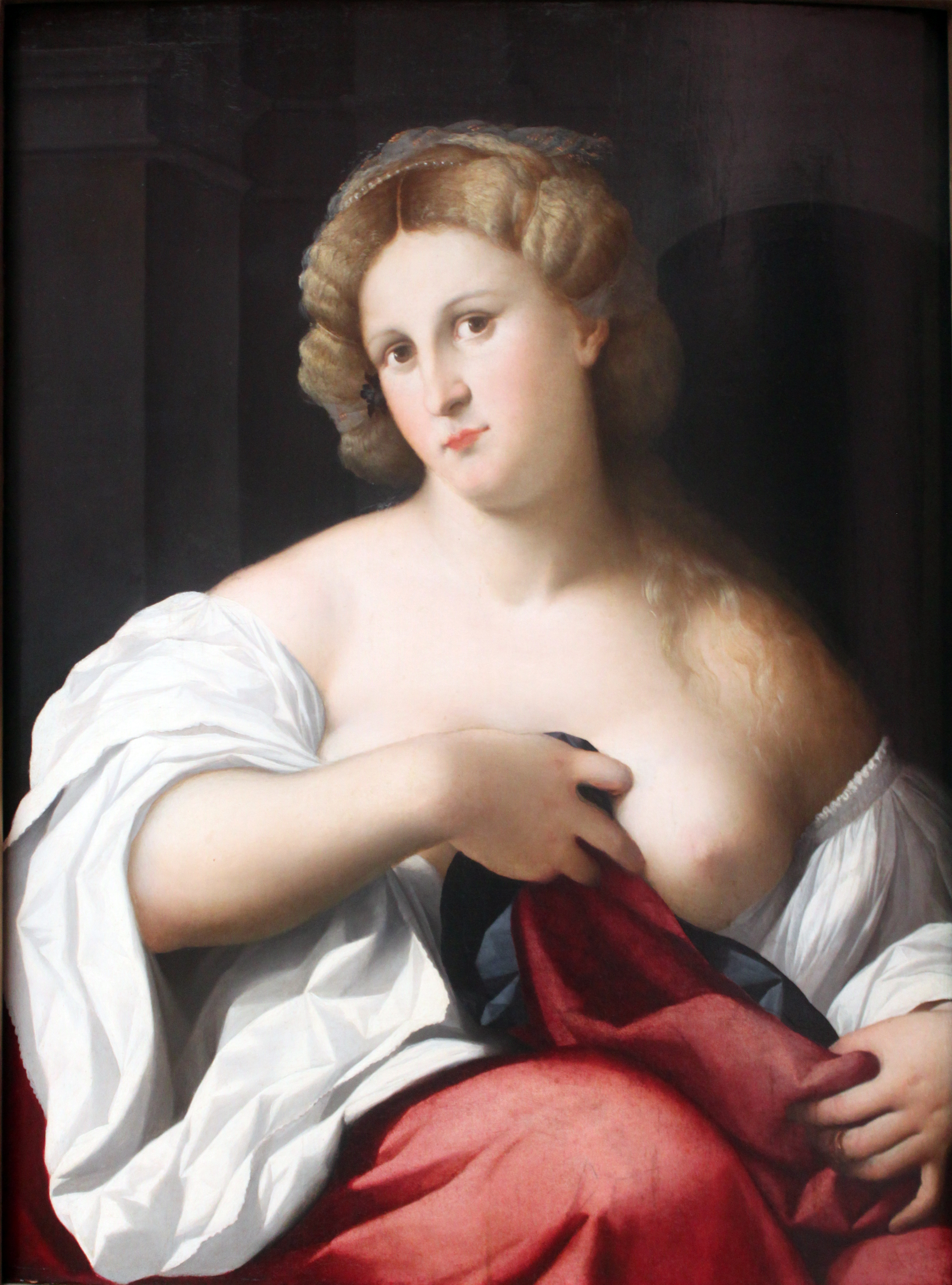
Palma: Mujer joven con el pecho desnudo, c. 1525
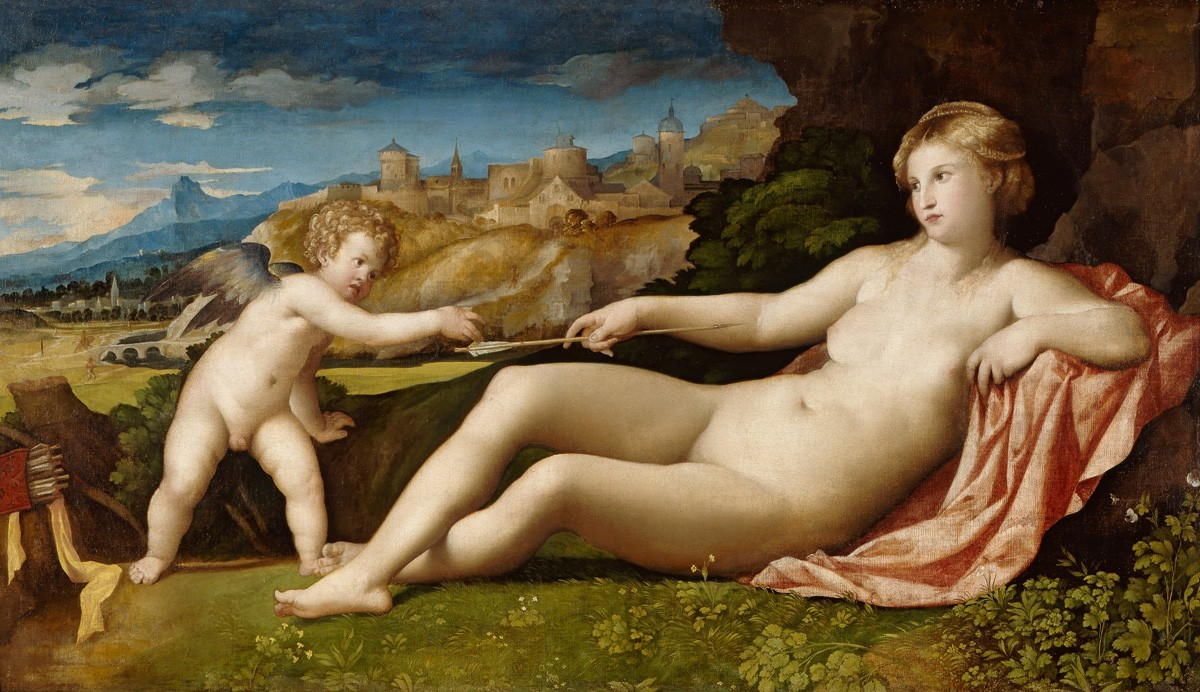
Palma: Venus y Cupido en un paisaje, c. 1523–1524
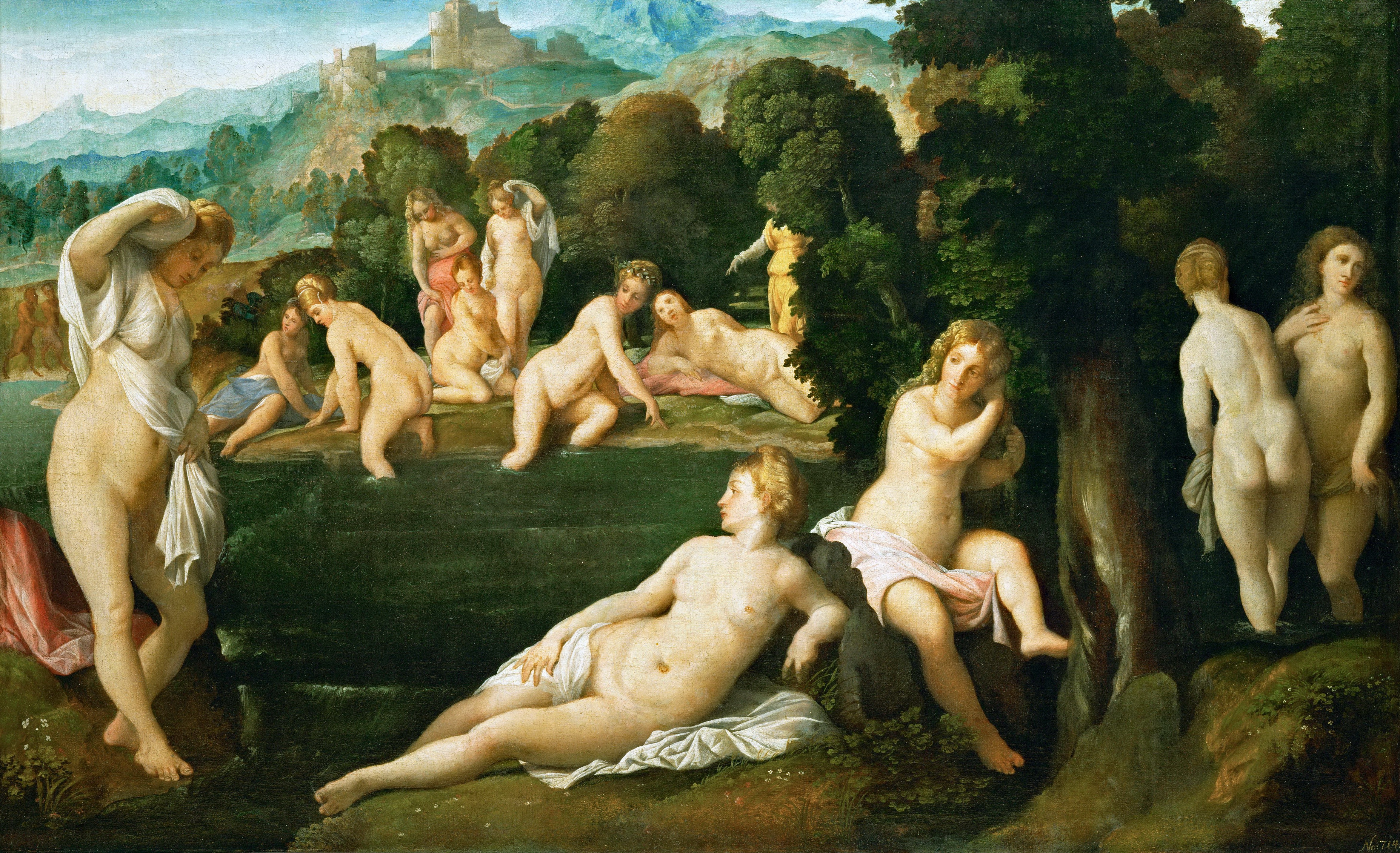
Palma: Ninfas bañándose, c. 1525–1528
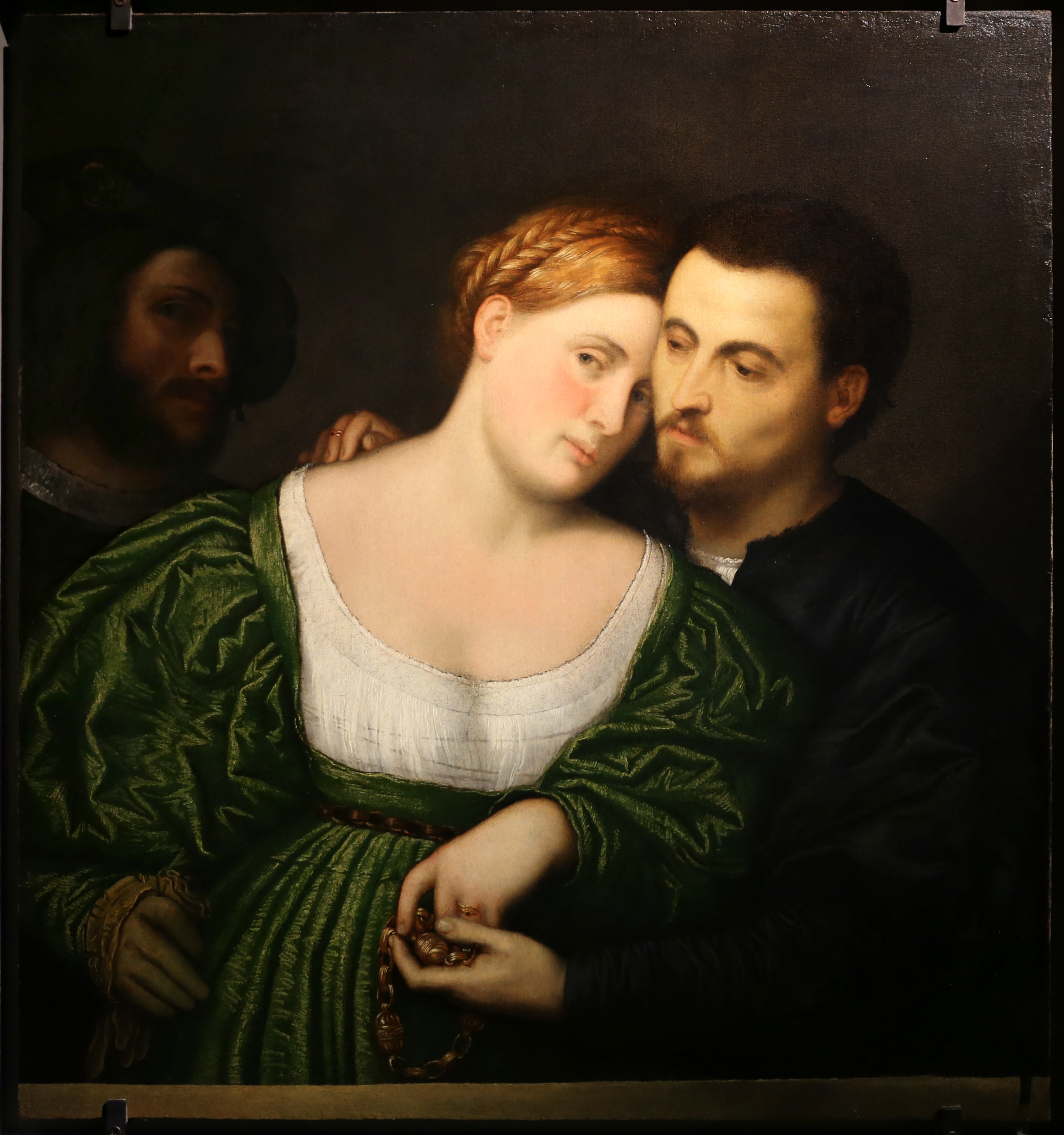
Paris Bordone: Amantes venecianos, c. 1525–1530
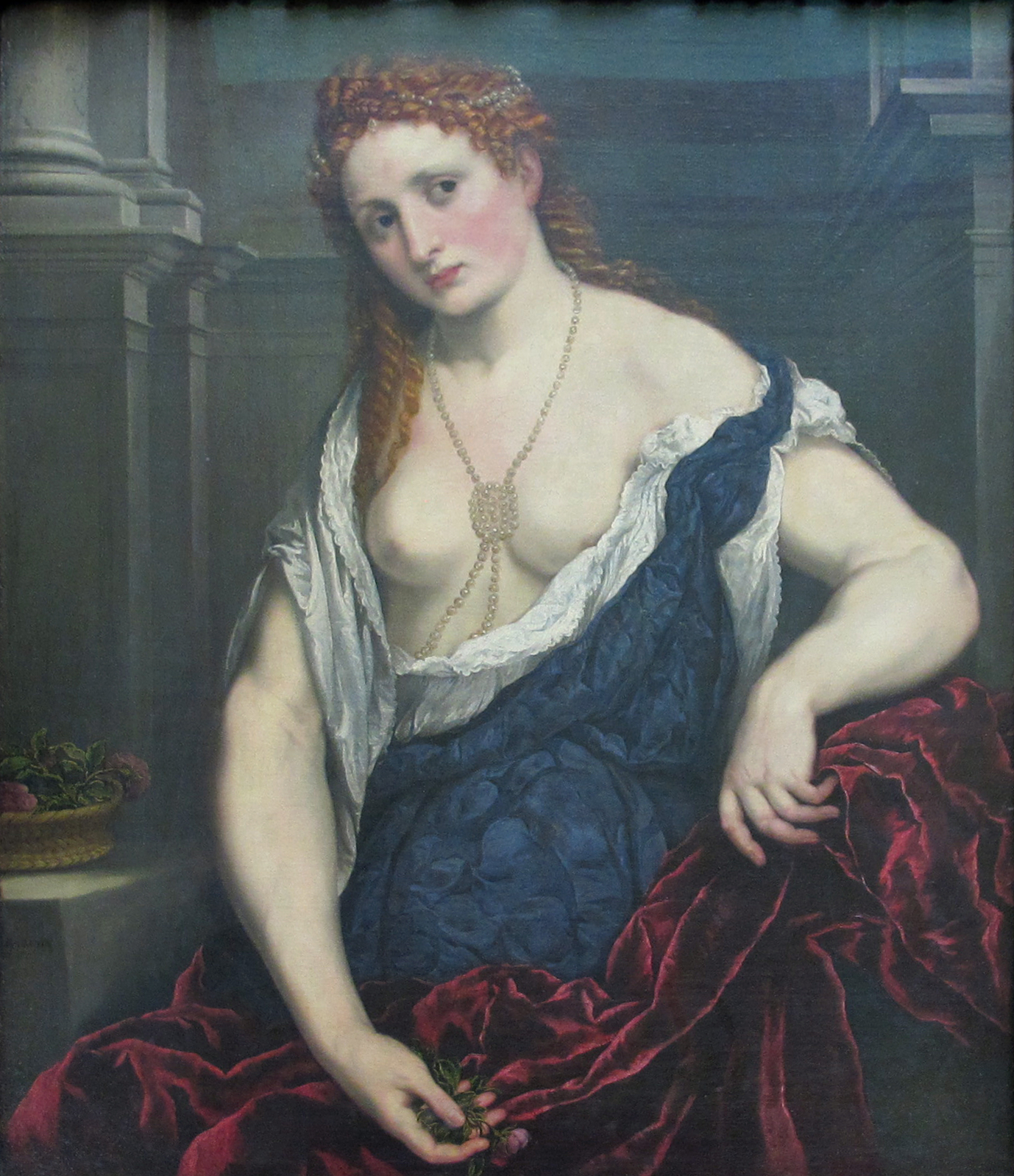
Paris Bordone: Mujer con una rosa, c. 1540
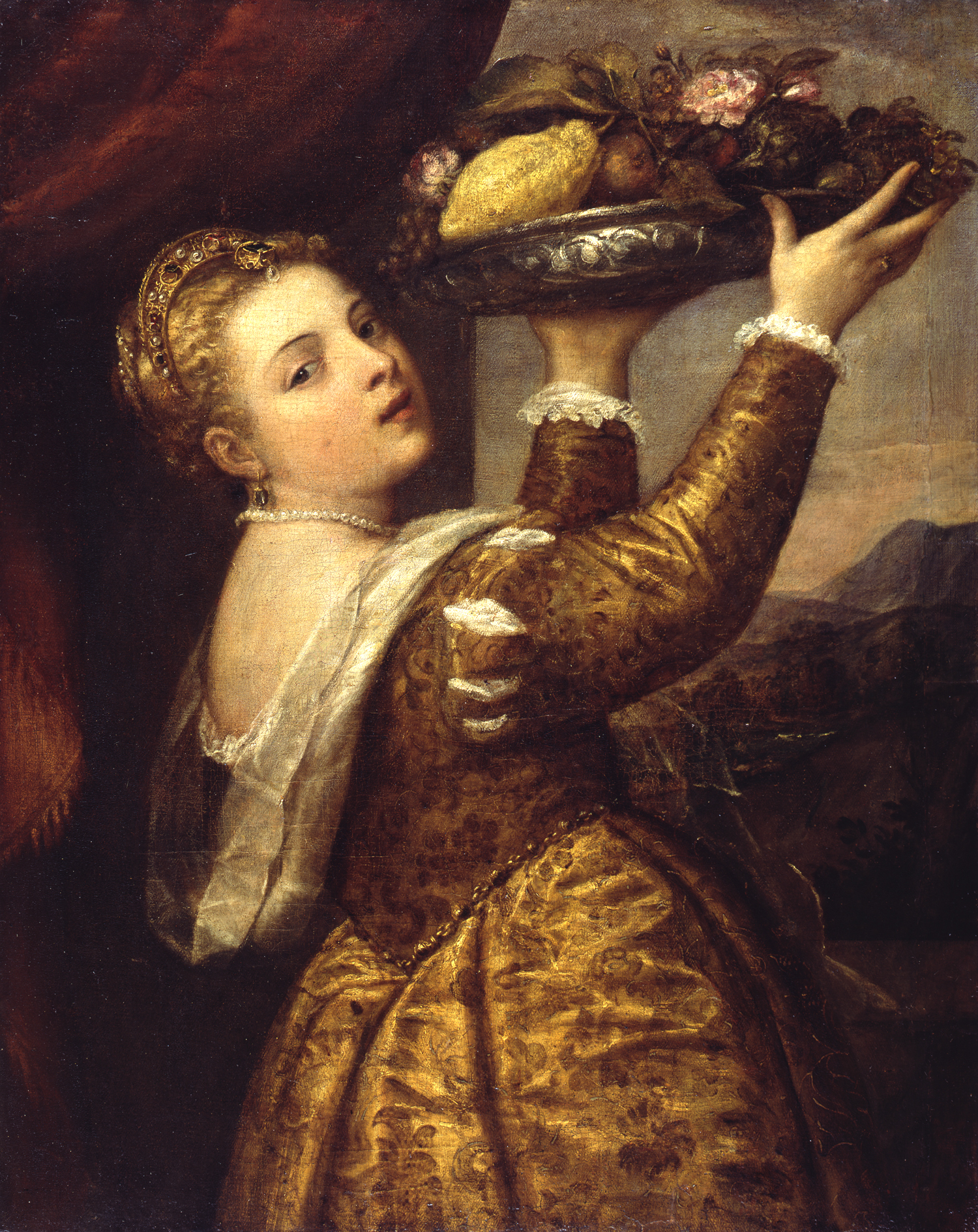
Tiziano: Lavinia como Flora, c. 1550s
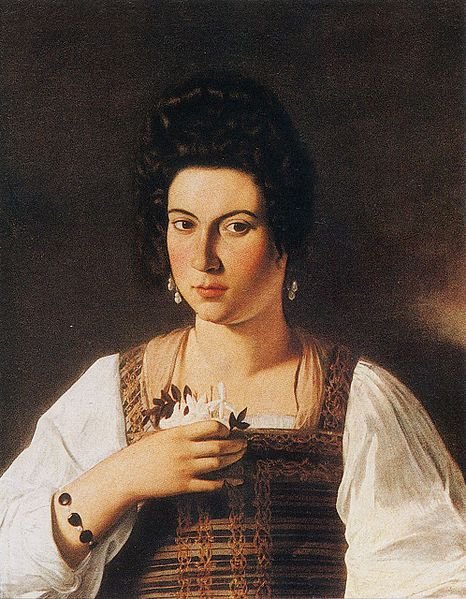
Caravaggio: Una cortesana, c. 1597